# Православна охридска архиепископија
Православна охридска архиепископија (ПОА; мкд. Православна охридска архиепископија, ПОА) јесте помесна и аутономна црква под јурисдикцијом Српске православне цркве (СПЦ). Обновљена је 2002. године, након склапања Нишког споразума, а потом је 2003. године добила и свој Свети архијерејски синод. Коначно уређење добила је 2005. године, издавањем саборског и патријаршијског Томоса о црквеној аутономији Православне охридске архиепископије. На челу ПОА налази се архиепископ охридски и митрополит скопски Јован (Вранишковски).
У периоду од 2002. до 2022. године, ПОА је била једина канонски призната помесна црква на подручју Северне Македоније. Након превазилажења раскола између СПЦ и Македонске православне цркве — Охридске архиепископије (МПЦ—ОА) у пролеће 2022. године, покренут је низ питања која се односе на статус ПОА, али суштински помак је остварен тек 25. априла 2023. године, када је Синод МПЦ—ОА предложио да се јерарси ПОА прикључе МПЦ—ОА, по моделу који би био договорен са СПЦ.
На заседању Светог архијерејског сабора СПЦ, које је одржано од 14. до 20. маја 2023. године у Београду, донет је низ одлука које се односе на будући статус ПОА, укључујући и решење о додељивању канонског отпуста архијерејима ПОА, ради њиховог ступања под окриље МПЦ—ОА. Тиме је постављена основа за отпочињање интеграционог процеса, који је настављен 5. јуна, када су се у Охриду састали предстојатељи СПЦ и МПЦ—ОА. Том приликом је након заједничке литургије саопштено да су суштинска питања у основи решена, али званична објава је изостала, пошто је МПЦ—ОА саопштила да би коначне одлуке тек требало формализовати.
Даљи кораци ка решавању статусних питања остварени су 20. јуна, када је Синод МПЦ—ОА одлучио да јерарсима који су добили отпуст из СПЦ буду „опредељене” нове, у овом тренутку још увек непостојеће епархије у оквиру јерархијске структуре МПЦ—ОА. Тиме је покренут и поступак за оснивање тих епархија, што према слову Устава МПЦ—ОА подразумева и одговарајућу одлуку Црквено-народног сабора МПЦ—ОА, који ће бити сазван у будућности. До окончања тог процеса, требало би да буду решена и преостала питања која се односе на процес интеграције, чиме би структуре ПОА престале да постоје у досадашњем облику.
СПЦ још увек није издала званично саопштење о престанку постојања ПОА и канонско-правном статусу Томоса из 2005. године, чије је укидање у надлежности Светог архијерејског сабора СПЦ. На званичном сајту ПОА је 28. јуна објављено саопштење о интегрцији архијереја ПОА у МПЦ—ОА, а пошто је процес интеграције још увек у току, досадашњи поглавар ПОА (Јован) наставља да носи титулу охридског архиепископа и скопског митрополита.

## Историја
Након проглашења независности Републике Македоније у пролеће 1992. године, Свети архијерејски сабор СПЦ је на свом ванредном заседању донео одлуку да се због новонасталих околности за све епархије у Македонији постави администратор. На наредном заседању Светог архијерејског сабора у пролеће 1993. године дужност администратора је поверена Јовану Младеновићу, новоизабраном викарном епископу тетовском. Иако је епископ Јован као администратор покушао да посети епархије СПЦ у Републици Македонији, рад на том подручју му је био онемогућен. Стога је привремено боравио у манастиру Прохор Пчињски и одатле је вршио своје администраторске дужности. Након његовог избора за епископа западноамеричког 1994. године, дужност администратора је поверена врањском епископу Пахомију Гачићу који је такође наилазио на знатне потешкоће у раду на организацији канонски правилног црквеног живота у Републици Македонији. Сви ови напори СПЦ били су усмерени ка превазилажењу црквеног раскола и проналажењу решења за успостављање редовних црквених прилика у Републици Македонији.

### Нишки споразум
Током 2000. и 2001. године, дошло је до обнове дијалога између СПЦ и МПЦ—ОА у циљу решавања свих отворених питања. Преговори су резултирали постизањем начелне сагласности о кључним питањима, након чега је дошло до склапања Нишког споразума, који је потписан 17. маја 2002. године.
Иако су нацрт споразума потписали чланови обе делегације, епископи МПЦ—ОА су се након повратка у Републику Македонија суочили са жестоким критикама у делу домаће јавности. На самом почетку, поједини епископи МПЦ—ОА су покушавали да одбране споразум, али Синод МПЦ је на крају подлегао притисцима и одбио споразум.

### Стварање ПОА
Пошто је део свештенства МПЦ—ОА остао привржен постигнутом споразуму, СПЦ се посебним апелом од 20. јуна 2002. године обратила православном народу у Републици Македонији ради успостављања канонског поретка и црквеног јединства. На тај апел позитивно је одговорио Јован (Вранишковски), митрополит велешки и повардарски (МПЦ—ОА), а апел су прихватили и поједини свештеници из разних епархија МПЦ—ОА.
Примањем владике Јована и других свештеника у црквено јединство, започео је процес обнове канонског поретка на подручју Републике Македоније, с циљем успостављања Охридске архиепископије као аутономне цркве под омофором СПЦ. Као канонски митрополит велешки и повардарски, владика Јован је 23. септембра 2002. године постављен за патријаршијског егзарха над свим епархијама на подручју Републике Македоније.
У даљем процесу изградње и организационог уобличавања ПОА, изабрана су двојица нових епископа, а потом је 25. децембра 2003. године конституисан и Свети архијерејски синод ПОА, на челу са владиком Јованом. Српска патријаршија је потом издала и посебну потврду од 17. маја 2004. године, у којој је наглашено да ПОА представља једину канонску цркву на подручју Републике Македоније.
Током редовног заседања Светог архијерејског сабора СПЦ, одржаног од 15. до 26. маја 2005. године, усвојен је саборски Томос о црквеној аутономији Православне охридске архиепископије, који је издат 24. маја, од стране сабора, са потписом патријарха српског Павла. Тим томосом, који је био усаглашен и усвојен на саборском заседању, Православна охридска архиепископија добила је пуну црквену аутономију, под омофором Српске православне цркве. Томосом је било прописано да ће се на челу аутономне цркве налазити Свети архијерејски синод ПОА, под председништвом архиепископа охридског и митрополита скопског Јована, коме је истога дана (24. маја) била издата и одговарајућа патријархова потврда о избору на поменуту дужност.

### Реакција државних власти Републике Македоније
Православној охридској архиепископији је од стране македонске Комисије за односе са верским заједницама забрањено да се региструје, под изговором да је могуће регистровати само једну цркву за сваку конфесију, уз примедбу да ни њено име не разликује од МПЦ—ОА.
Током наредних година, јерархија ПОА је била изложена разним видовима систематског притиска од стране македонских власти, што је довело до тешких последица, које су најеже погодиле архиепископа Јована. Против њега је био покренут низ политички мотивисаних поступака, што је наишло на осуду шире јавности изван Републике Македоније, а у решавање тог питања су се укључиле и међународне организације и институције које се баве заштитом људских и верских права.

### Превазилажење раскола
Од самог оснивања ПОА, њена јерархија се залагала за превазилажење раскола. Током пролећа 2022. године, интензивирани су преговори између СПЦ и МПЦ—ОА у циљу проналажења обострано прихватљивих решења. У тим напорима активно је учествовала и јерархија ПОА. Након одлуке Светог архијерејског сабора СПЦ о обнови литургијског заједништва са МПЦ—ОА, која је донета 16. маја, јерархија ПОА је 19. маја у Београду учествовала у првом заједничком богослужењу архијереја СПЦ и МПЦ—ОА, а архиепископ Јован је тим поводом одржао и пригодну беседу.
У наставку заседања, Свети архијерејски сабор СПЦ је 20. маја донео начелну одлуку о давању сагласности за додељивање аутокефалног статуса МПЦ—ОА, наложивши у исто време Светом архијерејском синоду СПЦ да се постара за даље решавање техничких и организационих питања. Због своје начелне и условне природе, поменута одлука није била одмах обнародована, нити је поменута у званичном саборском саопштењу, које је објављено 23. маја.
Приликом боравка патријарха српског Порфирија у Скопљу, јавности је 24. маја саопштена одлука о признању аутокефалности МПЦ—ОА, а у заједничком богослужењу је учествовала и јерархија ПОА. Том приликом, патријарх је у својој беседи нагласио да је Сабор ставио у задатак Синоду да се постара за решавање свих техничких и организационих питања.

### Интеграција ПОА са МПЦ—ОА
Једно од кључних организационих питања која су покренута поводом превазилажења црквеног раскола односило се на будући статус ПОА, али приликом измирења СПЦ и МПЦ—ОА у пролеће 2022. године нису саопштене никакве конкретне одлуке о евентуалном обједињавању ПОА и МПЦ—ОА. Стицајем поменутих околности, јерархија ПОА није присуствовала објављивању патријарховог томоса о аутокефалности МПЦ—ОА, који је уручен 5. јуна у Београду. Након тог чина, јерархија ПОА се није званично оглашавала поводом кључних питања која проистичу из односа између поменутог патријарховог томоса и старијег саборског томоса из 2005. године.
Иако се патријархов изасланик, пакрачко-славонски епископ Јован (Ћулибрк) састао 19. јуна у Скопљу са архијерејима ПОА поводом свечаног обележавања петнаестогодишњице владичанске службе стобијског епископа Давида (Нинова), јерархија ПОА није учествовала у свечаним манифестацијама које је организовала МПЦ—ОА поводом посете патријарха српског Северној Македонији, која је остварена током 20. и 21. јуна.
У међувремену, бивши председник Владе Републике Македоније Љупчо Георгијевски (1998—2002) изјавио је 10. јуна да би јавност у Северној Македонији требала да се извини архиепископу Јовану (Вранишковском) због свега што је претрпео током протеклих година. На питање о односу према архиепископу Јовану указао је и бивши српски министар културе Владан Вукосављевић (2016—2020) у свом отвореном писму од 22. јуна, које је било упућено јерархији СПЦ.
Иако су архијереји ПОА учествовали у свечаној видовданској литургији, коју је 28. јуна у манастиру Грачаници служио српски патријарх Порфирије са неколико архијереја СПЦ, питање о будућем статусу ПОА и евентуалном обједињавању са МПЦ—ОА није добило коначни епилог током 2022. године.
На седници Синода МПЦ—ОА, која је одржана 25. априла 2023. године у Скопљу, разматрана су решења која се односе на будуће преуређење постојећих и оснивање нових епархија, ради интегрисања јерархије ПОА у састав МПЦ—ОА. Митрополит дебарско-кичевски Тимофеј (Јовановски) је након седнице изјавио да је тиме отпочет процес интеграције ПОА у МПЦ—ОА, нагласивши да ће предложена решења бити реализована у сарадњи са СПЦ.
Иако је охридски архиепископ Јован (Вранишковски) изразио наду да ће поменута питања бити решена за предстојећем заседању Сабора СПЦ, група српских интелектуалаца је 15. маја упутила молбу Сабору СПЦ да се прошлогодишња одлука о давању аутокефалности МПЦ укине.
Током заседања Светог архијерејског сабора СПЦ (од 14. до 20. маја 2023. године) разматрана су питања која се односе на будући статус ПОА, а тим поводом је донето и решење о додељивању канонског отпуста архијерејима ПОА и њиховом интегрисању у јерархијску структуру МПЦ—ОА. У званичном саборском саопштењу није поменуто питање о формалном укидању саборског и патријаршијског томоса из 2005. године којим је ПОА била установљена, услед чега је остало непознато да ли се одлука о канонском отпусту односи само на архијереје или је реч о отпочињању процеса потпуне институционалне и колективне интеграције целокупног свештенства и верника ПОА у структуру МПЦ—ОА.
Преостала питања су разрешена у периоду између 5. и 20. јуна 2023. године, када је Синод МПЦ—ОА одлучио да архијерејима ПОА, који су претходно добили отпуст из СПЦ, буду „опредељене” нове (још увек непостојеће) епархије у оквиру јерархијске структуре МПЦ—ОА. Тиме је био покренут поступак за оснивање тих епархија (крушевско-демирхисарска, дељадровско-илинденска, делчевско-каменичка), што према Уставау МПЦ—ОА подразумева и одговарајућу одлуку Црквено-народног сабора МПЦ—ОА, који ће бити сазван у будућности, а до окончања тог процеса требало би да буду решена и преостала питања која се односе на процес интеграције ПОА са МПЦ.
Устоличење митрополита Јована за крушевско—демирхисарског митрополита је обављено 3. септембра, епископ делчевско—каменички Марко је устоличен 17. септембра, а дељадровско—илинденски Јоаким 4. новембра 2023. године, чиме је завршена интеграција епископа из ПОА у МПЦ—ОА, што је објављено 26. децембра 2023. године након седнице Светог архијерејског синода МПЦ—ОА.

## Црквено уређење
Православна охридска архиепископија је аутономна помјесна црква под јурисдикцијом Српске православне цркве. Њен основни црквеноправни акт је Устав Православне охридске архиепископије усаглашен са Уставом Српске православне цркве. Помјесна црква се управља на основу Светог писма и Светог предања, правила васељенских сабора и од њих признатих правила светих апостола, помјесних сабора и светих отаца, као и Устава СПЦ и Устава ПОА и уредаба, правилника и начелних одлука надлежних црквених власти.
На челу Православне охридске архиепископије стоји архиепископ охридски као њен предстојатељ. Архиепископ је предсједник аутономног Светог архијерејског синода и Светог синода. Пуноправни је члан Светог архијерејског сабора Српске православне цркве. Архиепископ има сва права и дужности епархијског архијереја у својој Митрополији скопској и њом управља уз помоћ викарног епископа.
Свети архијерејски синод Православне охридске архиепископије је јерархијско представништво и црквенозаконодавна власт. Чине га сви архијереји под предсједништвом архиепископа. Да би пуноважно одлучивао потребно је да присуствује 2/3 епархијских архијереја. Одлуке Светог архијерејског синода извршава Свети синод.

## Епархије
Православна охридска архиепископија (ПОА) састоји се од седам епархија (једне митрополије и шест епископија). Епархије су:
1. Митрополија скопска;
2. Епископија преспанско-пелагонијска;
3. Епископија брегалничка;
4. Епископија дебарско-кичевска;
5. Епископија полошко-кумановска;
6. Епископија велешко-повардарска;
7. Епископија струмичка.